# Parafia Matki Bożej Różańcowej w Krakowie (Dębniki)
Parafia Matki Bożej Różańcowej w Krakowie – parafia rzymskokatolicka należąca do dekanatu Kraków-Salwator archidiecezji krakowskiej na Skotnikach przy ulicy Skotnickiej.

## Historia
Parafia została utworzona w 1921 r. Kościół parafialny, został zbudowany w 1912 r., rozbudowany w 1999 r., a konsekrowany w 2000 r.

## Zasięg parafii
Ulice: Babińskiego, Baczyńskiego, Balanówka, Batalionów Chłopskich, O. Bocheńskiego, Braterstwa Broni, Czerwone Maki, Czwartaków, Dobrowolskiego, Domowa, Dworski Ogród, Grzegorzewskiej, Hufcowa, Jasienicy, Kozienicka, Kresowa, Łukowiec, Mochnaniec, Obrońców Helu, Obrońców Tobruku, Orszy-Broniewskiego, J. Ch. Paska, Porfirowa, Porucznika Emira, Rosista, M. Słabego, Skotnicka, Starzyńskiego, Szerokie Łąki, Szymonowica, Unruga, Winnicka, Ks. J. Wujka, Zelwerowicza